# آل بو فلاح

آل بوفلاح هي عشيرة عربية تنتمي إلى قبيلة بني هلال من بني ياس التي تنتسب إلى قبيلة عبد القيس الربعية العدنانية، وتتكون من خمس فروع رئيسية هي: آل نهيان (الأسرة الحاكمة في إمارة أبوظبي ورؤساء دولة الإمارات العربية المتحدة) وآل محمد وآل سعدون وآل سلطان وآل خالد.

## التواجد
تتواجد أسر عشيرة آل بوفلاح في دولة الإمارات العربية المتحدة في إمارة أبوظبي بشكل رئيسي، بالإضافة لإمارتي دبي وعجمان، كما تتواجد أسرة آل جبارة في مملكة البحرين.